# Bodový zdroj znečištění

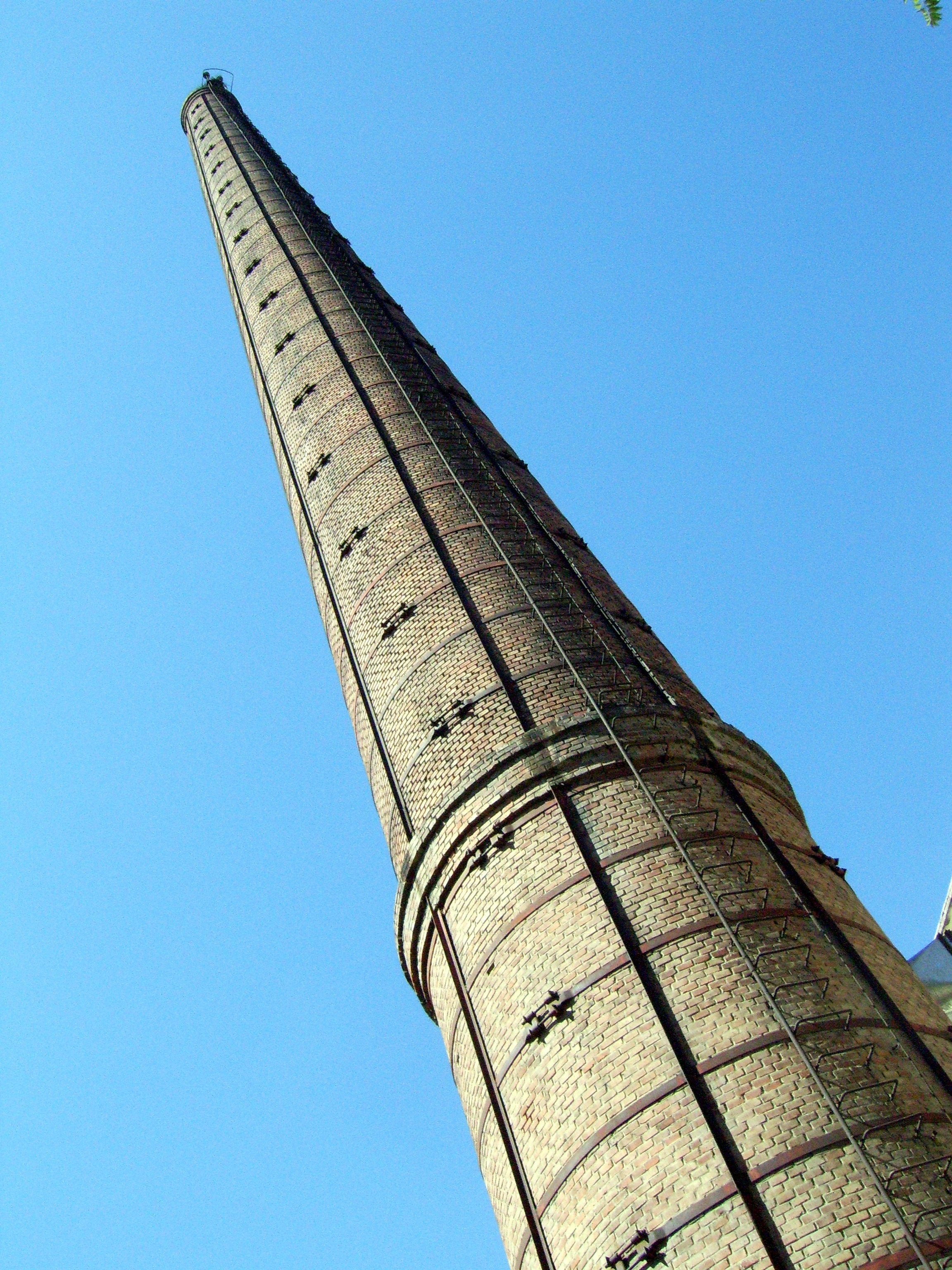
Komín průmyslového podniku - příklad bodového zdroje znečištění

Bodový zdroj znečištění je samostatný rozpoznatelný zdroj znečištění vzduchu, vody, teplem, hlukem nebo světlem. Bodový zdroj má zanedbatelný rozsah, což ho odlišuje od jiných typů zdrojů. Zdroje jsou nazývány bodovými, pokud je možno vyjádřit je při matematickém modelování jako jeden bod. Bodové zdroje znečištění jsou shodné s jinými fyzikálními, technickými, optickými a chemickými zdroji, jediným rozdílem je označení látek, které produkují, jako polutantů. Příklady bodových zdrojů znečištění mohou být:
- Komín elektrárny, znečišťující ovzduší
- Ropná rafinerie, z níž unikla odpadní voda
- Hlukové znečištění z tryskového motoru
- Lokalizované seismické otřesy, vyvolané v průběhu vědeckého pokusu
- Světelné znečištění příliš jasným pouličním světlem
- Tepelné znečištění jako odpad průmyslového procesu
- Radioaktivní znečištění při nehodě jaderné elektrárny.

Zdroje znečištění vzduchu mohou být dále členěny na stacionární a mobilní.